# Bitfall Studios
Bitfall Studios ist ein deutsches Entwicklerstudio, das 2022 in Potsdam gegründet wurde und 2023 seinen Sitz nach Petersberg verlegte. Das Unternehmen wurde von Nico Pattmann, Lara Klimm, Felix Günther und Nico Wegner gegründet und wird von Pattmann geführt. 2024 veröffentlichte es das Aufbau-Strategiespiel TerraScape.

## Geschichte
Bitfall Studios wurde 2022 von Absolventen der Hochschule Fulda im Rahmen des Exist-Gründerstipendiums gegründet, aus Fördergründen war der Hauptsitz in Potsdam. 2023 verlegte das Unternehmen seinen Sitz in das hessische Petersberg.
Das erste und bisher einzige von Bitfall Studios entwickelte Spiel ist das Aufbau-Strategiespiel TerraScape. Neben der Förderung durch das Exist-Gründerstipendium erhielt Bitfall Studios dabei einen Zuschuss von 120.000 € durch das Medienboard Berlin-Brandenburg. Das Spiel wurde erstmals am 5. April 2023 von Toplitz Productions in einer Early-Access-Version veröffentlicht. Die Vollversion des Spiels erschien am 17. Juli 2024 und wurde nun von Stray Fawn Studio und Instinct3 veröffentlicht. Bei den GermanDevDays 2024 gewann das Spiel unter anderem in der Kategorie „Bestes Spiel“ und wurde somit zum besten deutschen Indie-Spiel des Jahres gekürt.

## Veröffentlichungen
- 2024: TerraScape (Windows, macOS)